# Kabupaten Biak Numfor
Kabupaten Biak Numfor är ett kabupaten i Indonesien.   Det ligger i provinsen Papua, i den östra delen av landet, 3 300 km öster om huvudstaden Jakarta. Antalet invånare är 126 798. Kabupaten Biak Numfor ligger på ön Kepulauan Schouten.